# Caguas Huracán
Criollos de Caguas Huracán Fútbol Club es un club de fútbol de la Primera División, la Puerto Rico Soccer League. Se localiza en Caguas.

## Historia
Originalmente se creó en 1991. Con la formación de la Puerto Rico Soccer League conformaron un club compuesto de jugadores puertorriqueños e internacionales, incluyendo a Ángel Santiago y René Bezares.

### Puerto Rico Soccer League
Temporada 2008

Caguas Huracán debutó el 3 de julio de 2008 contra Sevilla FC, perdiendo 1-0. Terminando en séptimo lugar con 8 puntos en total y fallando la postemporada.

Temporada 2009

Caguas Huracán perdió su primer juego contra River Plate Ponce 5-1.
 Terminando octavo con 7 puntos en 16 juego y fallando la postemporada.
| Temporada | Posición |
| --------- | -------- |
| 2008-09   | 7.º      |
| 2009-10   | 8.º      |

## Directiva del Club
Presidente: Dr. José E. Berrios
VicePresidente: Eduardo Berrios

## Palmarés
- Liga Mayor de Fútbol Nacional: subcampeón en 2004.
- Campeonato Nacional de Fútbol de Puerto Rico: subcampeón en 2005.